# Rheinsberg
Rheinsberg (pol. hist. Ryńsk) – miasto w Niemczech w kraju związkowym Brandenburgia, w powiecie Ostprignitz-Ruppin.

## Geografia
Rheinsberg leży ok. 20 km na północ od Neuruppin. Przez miasto przebiega trasa turystyczna Niemiecki Szlak Alei.

## Współpraca międzynarodowa
- Ascheberg, Nadrenia Północna-Westfalia
- Fangasso, Mali
- Huber Heights, USA
- Mariefred, Szwecja
- Toftlund, Dania

## Osoby

### urodzone w Rheinsberg
- Wolfgang Buwert - historyk
- Uwe Hohn - oszczepnik

### związane z miastem
- Fryderyk II Wielki - rezydował na tutejszym zamku
- Elżbieta Krystyna Braunschweig-Bevern - żona Fryderyka II, królowa Prus